# Tafana riveti
Espèce
Tafana riveti est une espèce d'araignées aranéomorphes de la famille des Anyphaenidae.

## Distribution
Cette espèce se rencontre en Équateur, au Pérou et en Colombie.

## Description
Le mâle décrit par Brescovit en 1997 mesure 6,50 mm et la femelle 8,20 mm, les mâles mesurent de 5,70 à 8,00 mm et les femelles de 7,50 à 11,00 mm.

## Étymologie
Cette espèce est nommée en l'honneur de Paul Rivet.

## Publication originale
- Simon, 1903 : « Descriptions de quelques genres nouveaux de l'ordre des Araneae. » Bulletin de la Société entomologique de France, vol. 1903, p. 123-124 (texte intégral).